# Artaxerxes I
Artaxerxes I (fornpersiska Artaxšacā, Bibelns Artasasta) var en persisk kung av akemenidernas dynasti, som regerade mellan 464 och 423 f.Kr. Han hade tillnamnet μακρόχειρ (makrocheir, "långhand"), enligt uppgift eftersom hans högra hand var längre än den vänstra.

## Biografi
Artaxerxes kom på tronen 465 f.Kr., efter att satrapen Artabanos hade mördat hans far Xerxes I och även hans äldre bror Dareios hade dödats.
Under Artaxerxes inträdde de första tydliga spåren till det stora rikets förfall; Baktrien och Egypten avföll. I Egypten hade libyern Inaros dödat satrapen Akheimenes och med hjälp av atenska skepp gjort sig till herre. En persisk här under den syriske satrapen Megabyzos slog år 456 f.Kr. ned upproret och tog Inaros till fånge, men lovade att han skulle få behålla livet. I Nilens delta utropade sig dock Amyrtaios till farao och stod emot alla persiska angrepp.
Under tvisten mellan Aten och Sparta förde grekerna inte krig mot perserna med samma kraft, och 449 f.Kr. slöts den så kallade kimoniska freden, eller Kalliasfreden, där de grekiska stadsstaterna på Mindre Asiens kust i fortsättningen endast nominellt var storkungens undersåtar.
När libyern Inaros senare, trots det givna löftet, dödades på initiativ från kungamodern Amestris gjorde Megabyzos uppror. Han var segerrik, men när han på så sätt lyckats upprätta den heder han förlorat genom det brutna löftet gick han med på att lägga ned vapnen. 
Artaxerxes dog år 424 f.Kr., samtidigt med sin drottning Damaspia. Sedan hans efterträdare Xerxes II avled efter endast 45 dagar på tronen efterträddes han av Dareios II.

## Artaxerxes i Bibeln
Artaxerxes gav prästen Esra tillåtelse att åka till Juda och på oktrojera judarna där Torah-lagen som storkungens vilja, och han tillät senare Nehemja att låta återuppbygga Jerusalems tempel och murar.

## Utmärkelser
Asteroiden 7212 Artaxerxes är uppkallad efter honom.